# Fara v Libáni
Fara v Libáni je barokní budova číslo popisné 1, která se nachází u kostela svatého Ducha v Libáni v okrese Jičín v Královéhradeckém kraji. Je ve vlastnictví římskokatolické farnosti – děkanství Libáň a je zapsána na seznamu nemovitých kulturních památek České republiky.

## Popis
Faru v Libáni tvoří dvoupatrová obdélná budova se středním rizalitem členěná na průčelí na 7 okenních os. Budova fary má dvojitou mansardovou střechu na každé straně s vyzděnými vikýři a se střešní krytinou tvořenou bobrovkami. 
Okna jsou obdélná, s kamenným ostěním s kapsami a lištou, v přízemí s jednoduchou mříží z nakoso kladených tyčí. Nad vchodem je nika s druhotně umístěným obrazem sv. Václava malovaném na plechu.

## Galerie

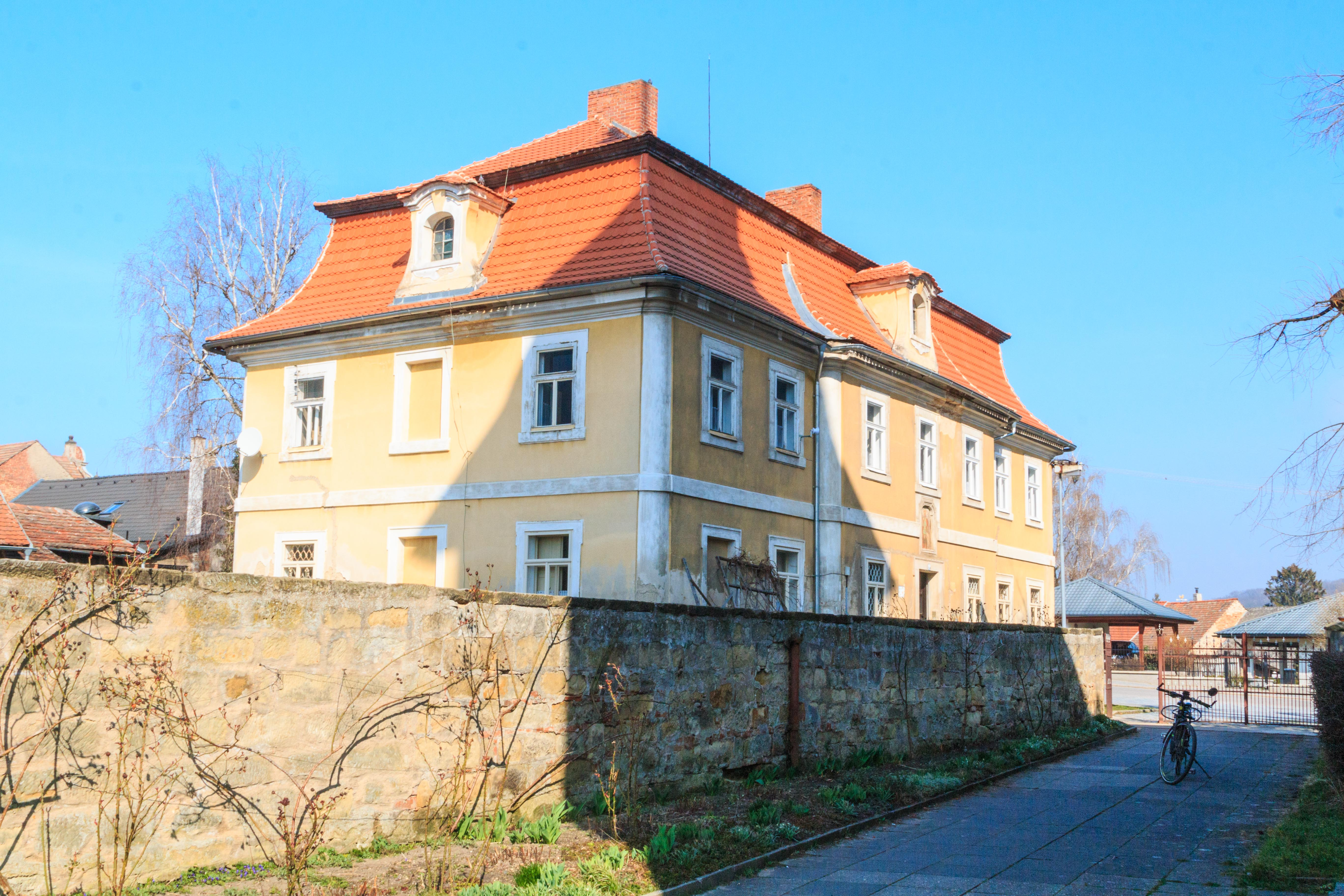
Fara v Libáni
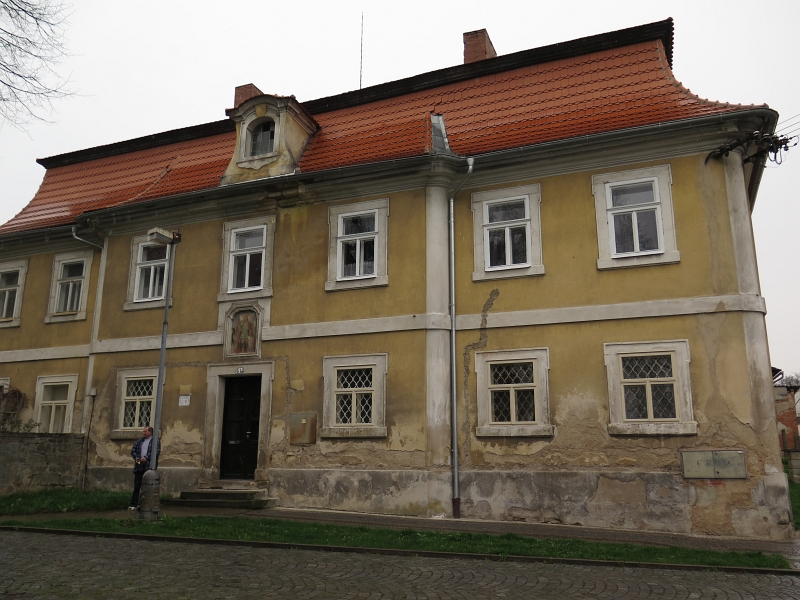
Fara v Libáni